# Jacques Gomy
Jacques Gomy, né le 27 juillet 1926 à Versailles et mort le 5 janvier 1967 à Beynes (Yvelines), était un aviateur français, champion de voltige aérienne en planeur, instructeur de vol à voile et pilote d'essai. 

## Distinctions
- Médaille de l'Aéronautique[1]